# 103. pehotna divizija (ZDA)
103. pehotna divizija (angleško 103rd Infantry Division) je bila pehotna divizija Kopenske vojske ZDA.